# Thomas Gloag
Thomas Gloag (* 13. September 2001 in East Dulwich) ist ein britischer Radrennfahrer.

## Sportlicher Werdegang
Mit dem Wechsel in die U23 wurde Gloag zur Saison 2020 Mitglied im Team Trinity Road Racing, das ein Jahr später als UCI Continental Team lizenziert wurde. Gemeinsam mit Thomas Pidcock, der zum damaligen Zeitpunkt auch für das Team fuhr, bestritt er das U23-Etappenrennen Giro Ciclistico d’Italia 2020 und wurde Zweiter der Nachwuchswertung. In der Saison 2021 startete er erneut beim Giro Ciclistico d’Italia und wurde dank seiner Fähigkeiten als Bergfahrer Vierter der Gesamtwertung. Zum Saisonende erzielte er mit dem Sieg auf der vierten Etappe der Ronde de l’Isard seinen ersten Erfolg auf der UCI Europe Tour und übernahm auch für einen Tag die Führung in der Gesamtwertung. In der Folgesaison gewann er im Trikot der britischen Nationalmannschaft die vierte Etappe der Tour de l’Avenir und lag auf dem zweiten Platz der Gesamtwertung, bevor er durch eine COVID-19-Infektion zunächst geschwächt wurde und zur achte Etappe gar nicht mehr antreten konnte.
Obwohl das britische UCI WorldTeam Ineos Grenadiers Interesse bekundet hatte und Gloag bereits an einem Trainingscamp teilnahm, entschied er sich für einen Wechsel zum Team Jumbo-Visma. Nachdem Gloag in der Saison 2022 schon als Stagiaire eingesetzt worden war, erhielt er zur Saison 2023 einen Vertrag beim UCI WorldTeam. Bei der Valencia-Rundfahrt 2023 verpasste er als Zweiter der vierten Etappe nur knapp seinen ersten Erfolg auf der UCI WorldTour. 
Im August 2023 wurde Gloag im Training von einem Auto angefahren und zog sich eine Knieverletzung zu, die operiert werden musste. Nach fast einem Jahr Verletzungspause kehrte er 2024 bei der Czech Tour in das Renngeschehen zurück, wo er sofort einen Etappenerfolg erzielen konnte. Nach insgesamt nur drei Rennen musste er erneut pausieren, nachdem er sich bei einem Trainingssturz beide Ellenbogen gebrochen hatte.

## Erfolge
2019
- Mannschaftszeitfahren Sint-Martinusprijs Kontich

2021
- eine Etappe Ronde de l’Isard

2022
- eine Etappe Tour de l’Avenir

2023
- Nachwuchswertung Valencia-Rundfahrt

2024
- eine Etappe Czech Tour

## Grand Tour-Platzierungen
| Grand Tour            | 2023 | 2024 |
| --------------------- | ---- | ---- |
| Giro d’ItaliaGiro     | 76   | –    |
| Tour de FranceTour    | –    | –    |
| Vuelta a EspañaVuelta | –    | –    |